# Zuojiang Zhuang (jezik)
Zuojiang Zhuang jezik (južni žuan, nung chao, longzhou, longyin, ken tho, pho thai, pu tho, zhuangyu nanbu fangyan zuojiang tuyu, southern zhuang; ISO 639-3: zzj), jedan od članova makrojezika zhuang, kojim govori 1 500 000 ljudi (2000 census) u Kini, u provincijama Guangxi i Yunnan, i 340 000 u Vijetnamu (2000 popis) u provinciji Lang Son, gdje sebe etnički nazivaju Nung Chao, i vode se pod nacionalnost Nung.. 
Ime je dobio po rijeci Zuojiang koja protjeće kroz njihov kraj iz sjevernog Vijetnama u kineske okruge Longzhou, Chongzuo i Fusui. Priznat je kao poseban jezik 2007. godine ioznačen identifikatorom [zzj].
Klasificira se u centralnu skupinu tai jezika, širu skupinu tai-sek.

## Vanjske poveznice
- Request for New Language Code Element in ISO 639-3